# Aïe, mes dents !
Aïe, mes dents ! (en russe : Ах, зубы!, Akh, zouby!) est une nouvelle d’Anton Tchekhov, parue en 1886.

## Historique
Aïe, mes dents ! est initialement publié dans la revue russe Le Grillon, no 39, du 9 octobre 1886.
C’est une nouvelle humoristique sur un homme souffrant d’une rage de dent.

## Résumé
Serge Dybkine souffre horriblement des dents. Il a essayé sans succès, sur les conseils de ses proches, toute une série de remèdes de bonne femme : se rincer la bouche à la vodka, s’appliquer du raifort imbibé de pétrole ou de l’eau de cologne avec de l’encre. Enfin, on lui donne l’adresse d’un bon dentiste.
Il y court, mais doit patienter dans la salle d’attente bondée. Une heure passe, puis deux, puis trois. Dybkine n’en peut plus. Il est tard. À la maison, sa famille doit manger sans lui. Bref, il songe au suicide.
Quand vient enfin son tour, il se précipite dans le cabinet. Il trouve alors un homme fort surpris de sa demande, car il est avocat : le dentiste, c’est à l’étage du dessous. Que va-t-il faire ? Boire trois bouteilles de cognac.

## Édition française
- Aïe, mes dents !, traduit par Edouard Parayre, Les Éditeurs français réunis, 1958.